# SBIエステートファイナンス
SBIエステートファイナンス株式会社は、SBIグループの企業。

## 概要
1996年の設立以来、一都三県（東京、神奈川、千葉、埼玉）にて不動産担保ローン事業を展開。2016年7月にSBIグループの100％子会社となる。2023年12月1日付でSBIアルヒの完全子会社となった。

## 沿革
- 1996年（平成8年）8月 - 設立。
- 2003年（平成15年）11月 - 本社を東京都新宿区西新宿　新宿住友ビルへ移転。
- 2012年（平成24年）1月 - 子会社として株式会社セムリアルエステート（現・SBIスマイル）を設立し、不動産事業を開始。
- 2014年（平成26年）9月 - 本社を東京都港区芝浦へ移転。
- 2016年（平成28年）
  - 1月 - SBIエステートファイナンス株式会社に社名変更。
  - 7月 - SBIグループの100％子会社となる
- 2017年（平成29年）
  - 7月 - 代理店（SBIマネープラザ株式会社新宿中央支店）での取り扱いを開始。
  - 11月 - 本社を新宿区西新宿　新宿住友ビル22階へ移転。
- 2018年（平成30年）
  - 2月 - 立川支店を開設。
  - 10月 - 船橋支店を開設。
- 2023年（令和5年）12月1日 - 株式交換によりSBIアルヒが完全子会社化。

## 関連企業
- SBIスマイル株式会社
- SBIアーキクオリティ株式会社
- SBIギャランティ株式会社

## 取扱い商品
個人・個人事業主・法人向け
- ［長期融資］不動産担保フリーローン・不動産購入ローン・不動産投資ローン【LTV50】
- ［短期融資］売却つなぎローン

不動産事業者向け
- ［短期融資］仕入資金ローン・仕入資金ローン【在庫活用】・買取再販ローン